# Thagria tuxeni
Thagria tuxeni är en insektsart som beskrevs av Nielson 1977. Thagria tuxeni ingår i släktet Thagria och familjen dvärgstritar. Inga underarter finns listade i Catalogue of Life.